# トム・ハドルストーン
トム・ハドルストーン（Thomas Andrew Huddlestone, 1986年12月28日 - ）は、イギリス・ノッティンガム出身のサッカー選手。ポジションはミッドフィールダー。

## 経歴
地元のノッティンガム・フォレストFCの下部組織出身で、1999年にダービー・カウンティFCの下部組織へ移籍。2003年にトップチーム昇格を果たし、わずか16歳でスタメンに定着した。
2005-06シーズンからトッテナム・ホットスパーFCへ移籍するが、経験を積ませるため、ウルヴァーハンプトン・ワンダラーズFCへレンタル移籍。2006年から復帰し、トッテナムの躍進を支えた。ただ、2010-11シーズン以降は相次ぐ怪我で出場機会は減少傾向であった。
2013年8月13日、ジェイク・リバモアとともにハル・シティAFCへ移籍。同年12月28日（自身の27回目の誕生日）のフラムFC戦 (6-0) で2年半以上ぶりとなる得点を記録し、2011年4月に得点を挙げたのを最後に髪を伸ばし続け、巨大なアフロ頭になっていた髪を断髪した。
2017年7月15日、古巣ダービー・カウンティFCに2年契約で完全移籍。移籍金は推定200万ポンド。2019-20シーズン終了後、契約延長交渉がまとまらず退団。
2021年8月17日、古巣ハル・シティAFCに1年契約で復帰した。
2022年8月3日、マンチェスター・UのU-21カテゴリーに選手兼コーチとして加入した。

## 人物・エピソード
しばしば「リオ・ファーディナンドとマイケル・キャリックを足して2で割ったような選手」と評されており、トッテナムに在籍していたマルティン・ヨル元監督は彼とキャリックをよく比較し、「トムは若いキャリック」と評している。
かつては相手サポーターから「デブ」呼ばわりされるほどの体重であったが、ファンデ・ラモス監督の指導の下、減量に成功した。
2010-11シーズン開幕前のオフ期間に開催されたバークレイズ・ニューヨーク・チャレンジのニューヨーク・レッドブルズ戦において最優秀選手に選ばれたハドルストンは、ダンキンドーナツ・マン・オブ・ザ・マッチの称号を贈られた。

## 個人成績
| クラブ                                    | シーズン | リーグ             | リーグ | リーグ | FAカップ | FAカップ | リーグカップ | リーグカップ | 国際大会 | 国際大会 | その他 | その他 | 合計 | 合計 |
| クラブ                                    | シーズン | リーグ             | 出場   | 得点   | 出場     | 得点     | 出場         | 得点         | 出場     | 得点     | 出場   | 得点   | 出場 | 得点 |
| ----------------------------------------- | -------- | ------------------ | ------ | ------ | -------- | -------- | ------------ | ------------ | -------- | -------- | ------ | ------ | ---- | ---- |
| ダービー・カウンティ                      | 2003-04  | ディビジョン1      | 43     | 0      | 1        | 0        | 1            | 0            | —        | —        | —      | —      | 45   | 0    |
| ダービー・カウンティ                      | 2004-05  | チャンピオンシップ | 45     | 0      | 2        | 0        | 1            | 0            | —        | —        | 2      | 0      | 50   | 0    |
| ウルヴァーハンプトン・ワンダラーズ (loan) | 2005-06  | チャンピオンシップ | 13     | 1      | 0        | 0        | 0            | 0            | —        | —        | —      | —      | 13   | 1    |
| トッテナム・ホットスパー                  | 2005-06  | プレミアリーグ     | 4      | 0      | 0        | 0        | 0            | 0            | —        | —        | —      | —      | 4    | 0    |
| トッテナム・ホットスパー                  | 2006-07  | プレミアリーグ     | 21     | 1      | 3        | 0        | 5            | 2            | 6        | 0        | —      | —      | 35   | 3    |
| トッテナム・ホットスパー                  | 2007-08  | プレミアリーグ     | 28     | 3      | 2        | 0        | 4            | 1            | 9        | 0        | —      | —      | 43   | 4    |
| トッテナム・ホットスパー                  | 2008-09  | プレミアリーグ     | 22     | 0      | 1        | 0        | 2            | 0            | 6        | 2        | —      | —      | 31   | 2    |
| トッテナム・ホットスパー                  | 2009-10  | プレミアリーグ     | 33     | 2      | 6        | 0        | 4            | 2            | —        | —        | —      | —      | 43   | 4    |
| トッテナム・ホットスパー                  | 2010-11  | プレミアリーグ     | 14     | 2      | 0        | 0        | 0            | 0            | 7        | 0        | —      | —      | 21   | 2    |
| トッテナム・ホットスパー                  | 2011-12  | プレミアリーグ     | 2      | 0      | 0        | 0        | 0            | 0            | 2        | 0        | —      | —      | 4    | 0    |
| トッテナム・ホットスパー                  | 2012-13  | プレミアリーグ     | 20     | 0      | 2        | 0        | 2            | 0            | 4        | 0        | —      | —      | 28   | 0    |
| ハル・シティ                              | 2013-14  | プレミアリーグ     | 36     | 3      | 4        | 1        | 0            | 0            | —        | —        | —      | —      | 40   | 4    |
| ハル・シティ                              | 2014-15  | プレミアリーグ     | 31     | 0      | 1        | 0        | 0            | 0            | 3        | 0        | —      | —      | 35   | 0    |